# John T. Kartesz
John T. Kartesz ( * 1955 - ) es un botánico y profesor estadounidense. En 1969 fue fundador de "The Biota of North America Program (BONAP)", en el Jardín Botánico de Carolina del Norte, de la Universidad de North Carolina.

## Algunas publicaciones
- Kartesz, JT; KN Gandhi. 1992. A new combination in Spermacoce (Rubiaceae) and lectotypification of Borreria terminalis. Brittonia 44 (3 ) : 370-371
- Thomas J. Stohlgren, TJ; DT Barnett, JT Kartesz. 2003. The rich get richer: patterns of plant invasions in the United States. Frontiers in Ecology and the Environment 1 ( 1) : 11-14

### Libros
- 1988.  Rare plants (The Biota of North America ; Part 1 : Vascular plants). Ed. Biota of North America Committee
- Grimm, WC; JT Kartesz 1993. The Illustrated Book of Wildflowers and Shrubs: The Comprehensive Field Guide to More Than 1,300 Plants of Eastern North America. Ed. Stackpole Books; Rev Upd Su edition. 672 pp. ISBN 0-8117-3085-9
- 1999.  A Flora of Nevada (4 vols.). Ed. UMI Dissertation Services. 1.739 pp.
- Kartesz, JT. 1994. A Synonymized Checklist of the Vascular Flora of the United States, Canada, and Greenland. 2ª edición. Ed. Timber Press
- 2000. Herbs of Commerce. Ed. Am. Herbal Products Ass. 442 pp. ISBN 0-9678719-0-5
- Duncan, WH; JT Kartesz. Vascular Flora of Georgia. Ed. University of Georgia Press. 143 pp. ISBN 0-8203-0538-3
- Grimm, WC; JT Kartesz. The Illustrated Book of Trees. 544 pp. ISBN 0-8117-2811-0
- Cooperrider, TS; AW Cusick, JT Kartesz. 7th Catalog of Vascular Plants of Ohio. 256 pp. ISBN 0-8142-0858-4
- Kartesz, JT; CA Meacham. 2009. Synthesis of the North American Flora. Contiene descripciones de 28.033 especies y 234.789 referencias. CD-rom 25 MB.

- La abreviatura «Kartesz» se emplea para indicar a John T. Kartesz como autoridad en la descripción y clasificación científica de los vegetales.[1]